# Saint-Romain (Charente)
Saint-Romain – miejscowość i gmina we Francji, w regionie Nowa Akwitania, w departamencie Charente.
Według danych na rok 1990 gminę zamieszkiwało 437 osób, a gęstość zaludnienia wynosiła 19 osób/km² (wśród 1467 gmin regionu Poitou-Charentes, Saint-Romain plasuje się na 598. miejscu pod względem liczby ludności, natomiast pod względem powierzchni na miejscu 305.).